# Ajuntament de Manresa
L'Ajuntament de Manresa és un edifici del municipi de Manresa (Bages) protegit com a bé cultural d'interès local.

## Descripció
L'edifici de l'Ajuntament de Manresa està situat al número 1 de la Plaça Major, la Casa de la Ciutat, ha estat històricament el centre oficial de Manresa i ocupa el nucli principal del Centre Històric. La part més destacada d'aquest singular conjunt arquitectònic, de la primera meitat del segle xviii, és la seva façana, amb un pòrtic format per cinc grans arcs a la planta baixa que precedeixen l'entrada.
És un edifici públic de caràcter monumental, aïllat. Arquitectura civil-classicista. Edifici de planta quadrangular, amb pati central interior al voltant del qual es desenvolupen les dependències de planta baixa i dos pisos. Les façanes de composició simètrica (la principal), amb un porxo de cinc arcs -el central de punt rodó i els altres apuntats-, balcons a la planta noble i petites finestres al segon pis. Coronament en cornisa motllurada. Tractament pla a les façanes laterals, amb ritme de petits balcons i finestres. A l'interior destaca la sala del Consistori i el lluernari al pati central.

## Història
Fou un edifici construït entre 1739-1777, amb un escut de la ciutat de 1763. La decoració de la sala del Consistori data del 1885. El segle XX s'hi feren reformes interiors.
La Casa Gran de Manresa ha estat testimoni de moments històrics destacats tant per a la ciutat, com la crema del paper segellat durant la Guerra del Francès, el juny del 1808; o l'aprovació de les Bases de Manresa en la reunió celebrada per l'Assemblea Catalanista al saló de sessions de l'Ajuntament, el 1892, i que es consideren l'origen del catalanisme polític.

## Alcaldes
En els nou mandants que hi ha hagut des de la restauració de la democràcia, el 1979, hi ha hagut al capdavant de l'Ajuntament de Manresa cinc alcaldes:
- 1979-1987 Joan Cornet i Prat[4] (PSC)
- 1987-1995 Juli Sanclimens i Genescà[5] (CiU)
- 1995-2006 Jordi Valls i Riera[6] (PSC)
- 2007-2011 Josep Camprubí i Duocastella[7] (PSC)
- 2011-2020 Valentí Junyent i Torras[8] (CiU)
- 2020- Marc Aloy i Guàrdia[9] (ERC)